# ДОТ № 407 (КиУР)

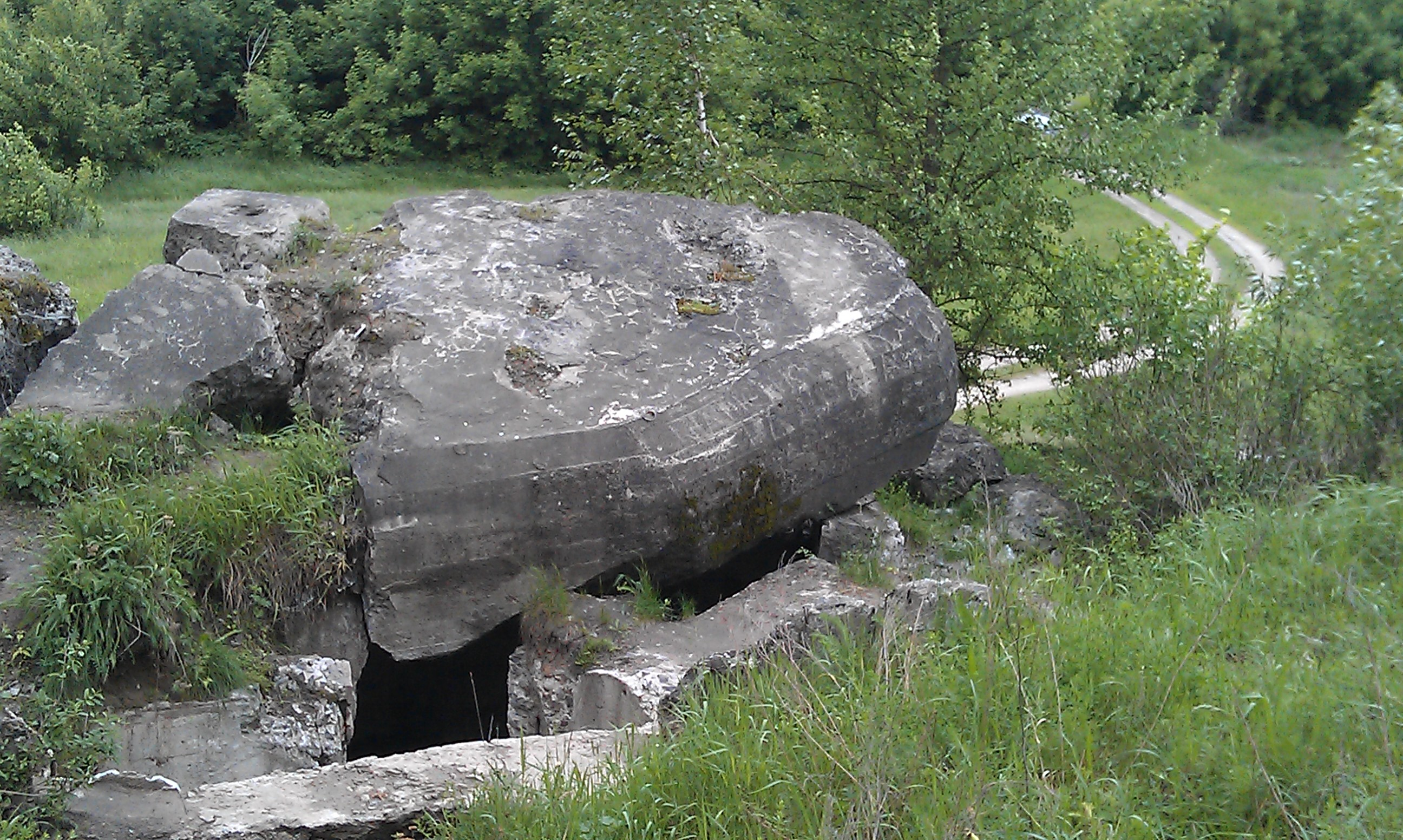

50°25′52″ пн. ш. 30°14′12″ сх. д. / 50.43111° пн. ш. 30.23667° сх. д.
АСП № 407 — Артилерійський спостережний пункт, що входив до складу першої лінії оборони Київського укріпленого району. ДОТ № 407 розташовано на північній окраїні Білогородки.

## Історія

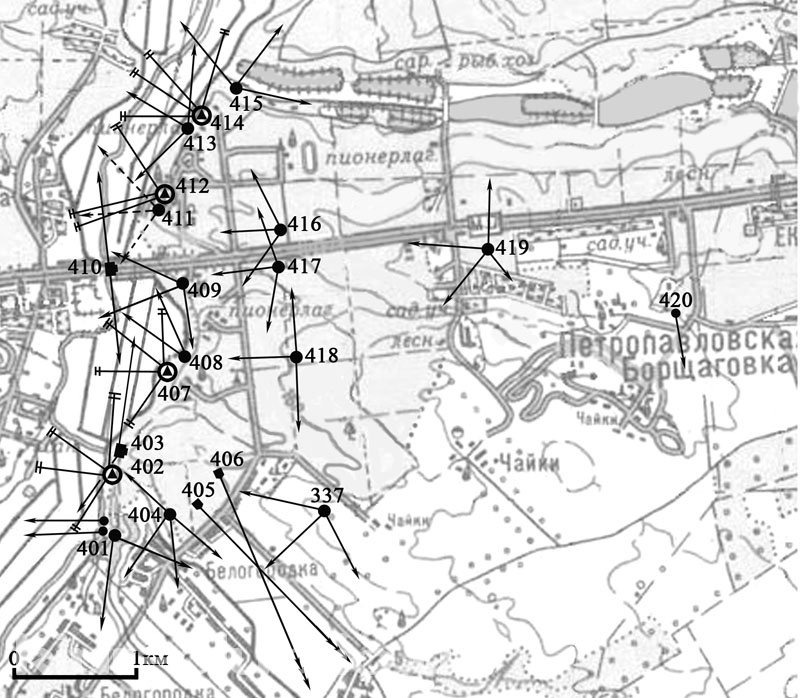
АСП № 407 у системі оборони 3-го БРО КиУР

АСП було побудовано в 1929—1935 рр. на західній ділянці оборони м. Києва безпосередньо на передньому краї укріпрайону на березі річки Ірпінь. Організаційно він входив до складу 3-го батальйонного району оборони (БРО) КиУРа, що прикривав безпосередньо Берестейське шосе (Житомирське шосе). У споруді існувало спеціальне протихімічне приміщення, і тому АСП належить до фортифікаційних споруд типу «Б». Його клас стійкості «М1», тобто він міг витримати 1 пряме влучання 203-мм гаубиці. ДОТ мав 4 спостережні амбразури та 2 амбразури для ручного кулемета для захисту входу.
З початком Німецько-радянської війни гарнізон самої оборонної точки складався з бійців 193-го окремого кулеметного батальйону КиУР. З середини липня споруда знаходилася на передньому краї. Але на даній ділянці активних бойових дій не проходило. Під час другого штурму КиУР, що розпочався 16 вересня 1941 року, АСП № 407 не мав бойового контакту із супротивником. Вдень 18 вересня війська 37-ї армії Південно-Західного фронту розпочинають за наказом відхід з КиУР та міста Київ. Гарнізони ДОТ КиУР належали до останніх, хто відходив на лівий берег Дніпра, серед них був і гарнізон ДОТ № 407. Не виключено, що внутрішнє обладнання було тоді виведене з ладу власним гарнізоном. Удень 19 вересня передові загони 71-ї піхотної дивізії німців зайняли територію 3-го БРО без бою, затримуючи лише дезертирів-червоноармійців та перебіжчиків.

## Сьогодення
ДОТ зруйновано, обставини підриву невідомі. Скоріш за все, його знищили німецькі сапери під час зачистки КиУР, вже після 19 вересня 1941 року.

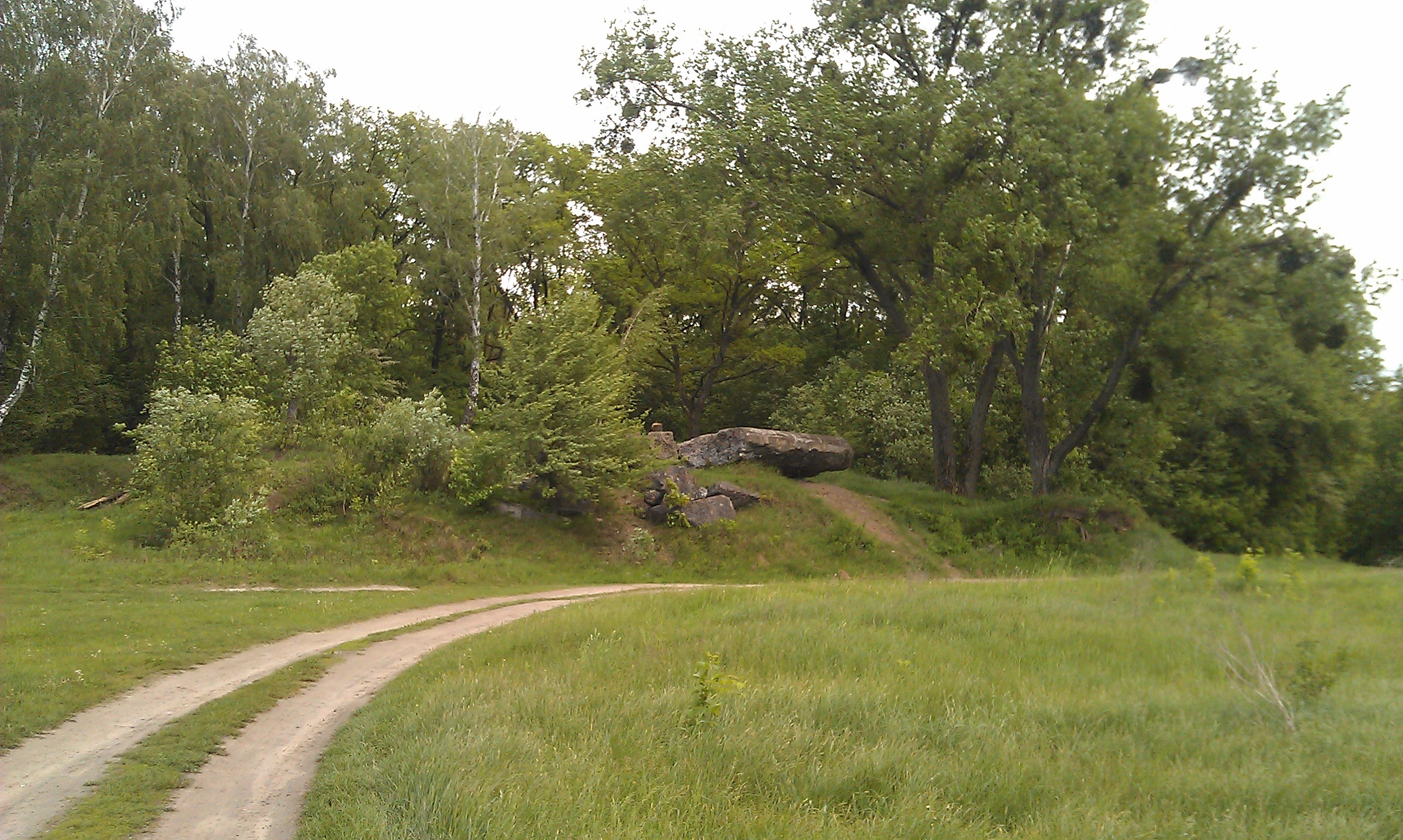
Вигляд зі сторони річки Ірпінь
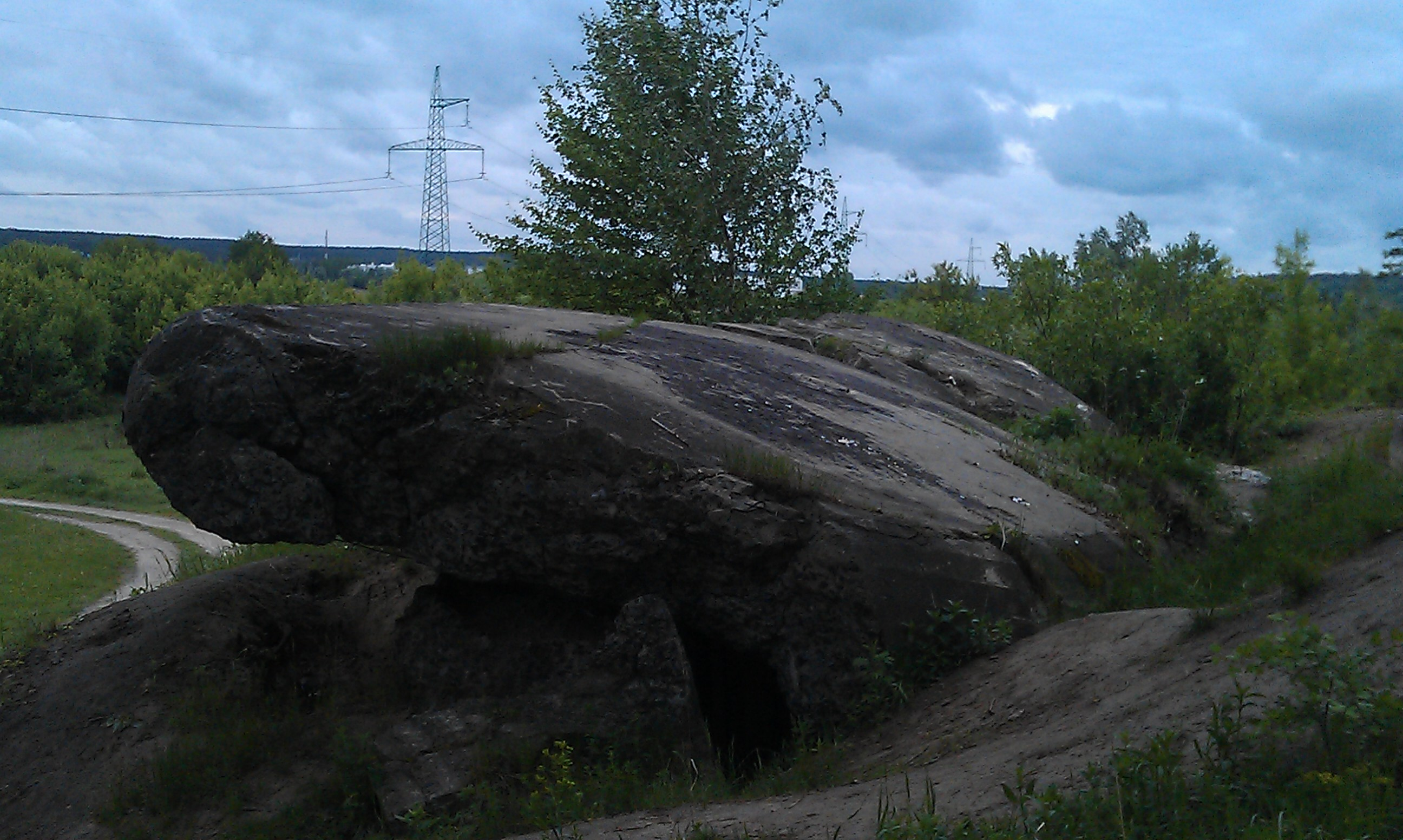
Вигляд в напрямку річки Ірпінь